# 沃迪采市鎮
沃迪采市鎮，是斯洛維尼亞的一個市镇，行政中心为沃迪采。市镇面積為31.4平方公里，2020年人口数量为5,039人。
该市镇设立於1994年，位於盧布爾雅那北面，靠近約熱·普奇尼克機場，是一個以農業為主的地區。該市镇的有許多居民每天向周邊城市中心通勤。該市镇傳統上屬於上卡尼奧拉地區，現在包括在中斯洛維尼亞統計區。
沃迪采市鎮由16個聚居地組成：Bukovica pri Vodicah、Dobruša、Dornice、Koseze、Polje pri Vodicah、Povodje、Repnje、Selo pri Vodicah、Skaručna、Šinkov Turn、Torovo、Utik、Vesca、沃迪采、Vojsko及Zapoge，

## 外部連結
- 官方网站  （斯洛文尼亚文）